# Rodolfo III, conde de Laufenburg
Rodolfo III, el Silencioso († 6 de julio de 1249 ) fue el segundo hijo de Rodolfo II de Habsburgo y como Rodolfo I ancestro de la Casa de Habsburgo-Laufenburg.

## Vida

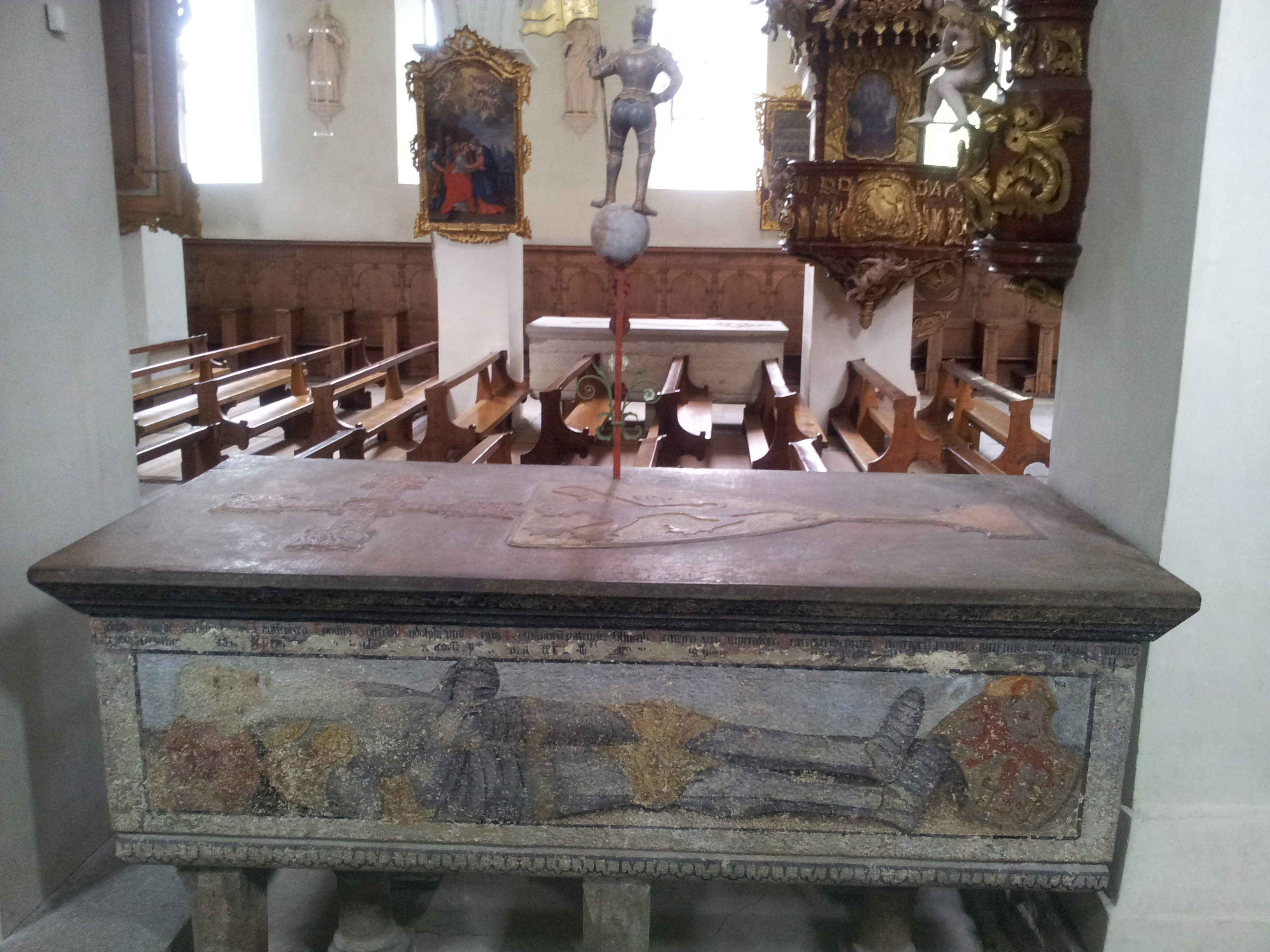
Sarcófago en el monasterio de Wettingen

Rodolfo III junto con su hermano Albrecht IV sucedió a su padre como conde de Habsburgo y, tras la división, se convirtió en conde de Laufenburg, landgrave de Zúrichgau, Alsacia, Ottmarsheim, Willisau y Vogt de Muri y Murbach, conde de Zug, Schwyz, Unterwalden y Sempach. En honor a la sede del gobierno, esta línea se llamó Casa de Laufenburg.
Siguió a Federico II en el ejército en Italia entre 1237 y 1245, pero se alejó de ella tras el Concilio de Lyon . Discutió amargamente con su sobrino, Rodolfo I, hasta el final, que se mantuvo fiel a Staufer aunque tenía mentalidad papal. Apoyó a los johanniters mediante exenciones aduaneras y donaciones, promovió Laufenburg, que su padre había convertido en ciudad como competidora de Schaffhausen y Nellenburg, y libró muchas enemistades con los confederados . Hizo construir el castillo de Rotzberg entre 1232 y 1238, pero probablemente no se completó, ya que sólo una leyenda informa que fue destruido. 

## Descendencia
Rodolfo III de Habsburg estaba casado con Gertrud (* antes de 1227, documentada entre 1243 y 1253), hija del barón Lütold VI. de Ratisbona. Sus hijos fueron:
- Werner (muerto en 1253)
- Gottfried I (nacido en 1239, † 29 de diciembre de 1271), conde de Habsburgo-Laufenburg, casado con Adelaida de Friburgo, hermana de Conrado, conde de Urach-Friburgo.
- Rodolfo II († 1293), obispo de Constanza
- Otto († 1 de agosto de 1253), caballero teutónico
- Eberhard I. († 1284), Conde de Kyburg, casado con Ana de Kyburg. Fundador de la Casa de Habsburgo-Kyburg, extinta en 1417, cuyos territorios pasaron luego a los Habsburgo.
- Elisabeth von Strättligen? (hija ilegítima)
- Rodolfo de Dietikon, canónigo de Zúrich.